# Diner (llei)
El diner, quan s'aplica a la metal·lúrgia dels metalls preciosos, es cada una de les dotze parts en les que antigament es dividia la llei de l'argent, o proporció de puresa que contenia el metall resultant una vegada obrat, així una llei de dotze diners seria plata pura o una llei de sis diners tendria el 50% de puresa i així successivament. Al seu torn cada diner era divisible 24 parts o grans.
Actualment és un sistema de mesurament obsolet, i es fan servir les mil·lèsimes parts pel mesurament de la puresa, a diferència l'or en que s'han mantingut els quirats tradicionals, a raó de 1/24 parts. Així i tot resulta imprescindible conèixer el seu funcionament i mecànica en alguns àmbits del coneixement històric, especialment en la numismàtica, atès que a partir del segle xi es va anar generalitzant la fabricació de moneda d'argent aliat amb distintes proporcions de coure que prengueren el nom de billó.

## Llei de 11,5 diners o plata fina
L'obtenció de metalls purs al 100 % és d'una gran dificultat tècnica i abans del segle XX resultava impossible, per això tradicionalment s'han fet servir termes que indicaven la més alta puresa però no la puresa absoluta, és el cas de les 999 mil·lèsimes actuals. En el cas de la llei per diners, a tot Europa es feia servir el terme “argent fi”, “plata fina” o senzillament “fi” per indicar-la i era el resultat de l'activitat metal·lúrgica que donava una puresa del metall de 11,5 diners, actualment 958 mil·lèsimes que encara avui és l'estàndard britànic. En general no es pot esperar una puresa d'argent superior abans del segle XX per a objectes quotidians de plata.
Però és en la producció monetària que aquest concepte pren un relleu especial, perquè quan es rebaixava la quantitat de plata en la moneda no es calculava en plata pura sinó que es feia en diners de fi. Això no es fonamentava en raons de tècnica metal·lúrgica sinó en la cadena de guany econòmic que era intrínseca a la moneda, amb la producció de la qual s'havien de cobrir els costos de fabricació i generar beneficis als titulars del seu dret de producció. Actualment és important a l'hora de realitzar anàlisis metàl·liques de monedes històriques per evitar distorsionar els resultats esperats, així:
- Cada diner de llei de plata pura hauria de contenir 1/12 x 100 = 8,333 % de plata pura.
- Cada diner de llei de plata fina, contenia (1/12 x 11,5/12) x 100 = 7,986 % de plata pura.

## La variació de la llei a la moneda medieval
A l'edat mitjana amb el sistema monetari carolingi es va estandarditzar la moneda de plata fina com equivalent a la plata de més alta llei, o quasi pura, però els sistemes monetaris de tradició carolíngia varen anar diluint el contingut en plata a partir del segle xi.
El cas català pot exemplificar aquesta evolució i, a més, el contingut d'argent és fonamental per fixar la cronologia de la seva producció: Fins a la mort de Berenguer Ramon I (1035) es varen produir monedes de plata fina, o quasi fina; des d'aquesta data fins a la mort de Ramon Berenguer IV (1162) la fou de llei de 6 diners, 47,916 %; després i fins a Pere el Catòlic (1213) es passà a la llei quaternal o de quatre diners, 31,944 %; amb Jaume I en un primer moment (1222-1257) s'assetja la llei doblenca o de dos diners, 15,972 %, per finalment fixar-la en tres diners o llei de tern, 23,958 %, llei que no fou reformada fins a Ferran el Catòlic, tot i que la seva darrera emissió es produí en temps de Pere el Cerimoniós perquè era econòmicament deficitària.
Aquestes fluctuacions estaven orientades bé a igualar el valor de la moneda local amb la resta de monedes circumdants per tal d'evitar la fuga de moneda bona, o bé a incrementar el guany especulatiu dels sobirans – com es el cas dels diners de llei doblenca que es va fer servir per eixugar el deute que Jaume I havia heretat i que s'havia contret amb llei quaternal i fou pagat amb llei doblenca, rebaixant així un 50 % el cost del deute -.
Però en l'etapa final d'aquest procés, al llarg del segle xiii, el billó va deixar de ser funcional per a un comerç mediterrani de gran abast i els distints estats, començant per les talassocràcies de la península itàlica, recuperaren la plata d'alta llei, amb el grosso, que va tenir reflex a l'àmbit catalano-aragonès, tret de l'Aragó: amb l'encunyació precoç del mig gros o gros de sis diners a Provença (1218); l'intent frustrat del gros de Barcelona (1268); el gros de Montpeller (1273); el Pirral de Sicília (1283); el croat de Barcelona (1285) o; el reial de Mallorca (1300). En aquest procés, els diners de billó varen acabar per deixar de tenir interès comercial internacional i restaren reclosos a la circulació interior per a transaccions menors.